# Likhoelesaurus
"Likhoelesaurus" ("thằn lằn Li Khole") là tên không chính thức của một chi khủng long (hoặc rauisuchia ) chưa được mô tả sống vào thời kỳ Trias muộn tại nơi ngày nay là Nam Phi.